# 奥托·利宾
奥托·利宾（德語：Otto Liebing，1891年3月31日—1967年11月7日），德国男子赛艇运动员。他曾代表德国参加1912年夏季奥林匹克运动会赛艇比赛，获得男子八人单桨有舵手铜牌。